# Eucharia
Eucharia är en insekt i ett släkte i familjen björnspinnare.